# 圣卡尔门
圣卡尔门是巴西马托格罗索州的一个市镇。总面积3920.277平方公里，总人口4324人，人口密度1.1人/平方公里。